# Берге
Берге (нем. von zum Berge) — дворянский род.
Род баронов фон-цум-Берге происходит из Зауэрланда. 5 января 1580 года четыре брата: Мартын, Иоанн, Каспар и Балтасар получили дворянство от польского короля Стефана. При этом король возвел Каспара в бургграфы фон Берге.
Предок курляндской ветви этого рода Генрих цум Берге — доктор прав, Мекленбургский советник и Курляндский герцогский советник. С 1594 года вотчинник имения Бенен. Генрих цум Берге был внесен в III класс матрикула курляндского дворянства 17 октября 1620 года.
В XVIII веке Мария Юлия фон Берге (1696 — ?) была замужем за Отто Адольфом фон Дибич, из рода которого впоследствии вышел известный граф Дибич-Забалканский. Определением Прав. Сената, от 28 февраля 1862 года, за курляндской фамилией фон-цум-Берге признан баронский титул.

## Описание герба
В рассечённом щите чёрный орёл с червлёным языком в золоте и три золотых шестиконечных золотых звезды 2 и 1 над тремя зелёными горами в серебре.
Намёт справа чёрный, подбитый золотом, слева серебряный, также подбитый золотом. В нашлемнике оленьи рога натурального цвета, промеж ними три павлиньих пера.